# ジャマイカ英語
ジャマイカ英語（ジャマイカえいご、Jamaican English）またはジャマイカ標準英語は英語の方言であり、独自の方法でアメリカ英語とイギリス英語方言の一部、またそれらが融合したものを含んでいる。ジャマイカ英語では通常はイギリス英語の綴りを使用するが、アメリカ式の綴りも使用される。イギリス英語の綴りが使用される単語には"theatre"（劇場）、"centre"（中心）、"favour"（好意）、"honour"（名誉）などがある。
言語間の区別については明確な線引きがある訳でなく連続的であるとされるが、ジャマイカ英語と、言語学でジャマイカ・クレオール語と呼ばれる言語や、あるいはラスタファリ運動が使用する語彙や言語の使用法と混同してはいけない。「パトワ」は本来いくつかのクレオール語を含む地域のフランス語を表す用語だが、ジャマイカにおいては、ジャマイカ人が伝統的にそれを「片言」あるいは正しくない英語と認識していたジャマイカ・クレオール語を指す。現代の言語学者の大部分は、クレオール言語は完全な言語という意見である。

## 文法
ジャマイカ標準英語は文法的にはイギリス標準英語に近い。しかしながら最近では、経済的な結びつきや移住率の高さ、映画やケーブルテレビ、ポピュラー音楽などによるジャマイカとアメリカ合衆国との近さのために、アメリカ英語の影響は着実に増加している。結果として、"I don't have" や "you don't need"といった構文の方が、"I haven't got" や "you needn't"よりも一般的に好まれる。

## 語彙
近年のアメリカ英語の影響は語彙においてより明白である（例えば "crib"（幼児用寝台）、"diaper"あるいは"pampers"（おむつ）、"apartments"、"townhouses"（集合住宅）など）。一般的に古い語彙はイギリス英語に由来しているが、より新しい現象は、それらの名前と共に通常アメリカから「輸入」されている。
イギリスとアメリカ英語の語彙の混合の興味深い使用は、自動車関連にある。イギリス英語の"boot（トランク）"の代わりにアメリカ英語での"trunk"が使用されており、一方でアメリカ英語の"speed bump（徐行帯）"の代わりに、イギリス英語の"sleeping policeman"が使用されている。ボンネットを意味するには、イギリス英語の"bonnet"が使用されている。これはアメリカ英語の"hood"が、ジャマイカではおそらく"manhood"を省略した「陰茎」を意味する下品なスラングとして使用されているためである。
当然、ジャマイカ英語ではジャマイカ・クレオール語から多くのローカルな単語を使用している。

## 発音
他の変種英語の話者とのもっとも顕著なジャマイカ英語の違いは、発音あるいはアクセントにある。多くの点で、アクセントはアイルランド南部の、特にコーク県のそれに非常によく似ている。おそらくはジャマイカの植民地時代の名残であると思われる。ジャマイカ標準英語の発音は、ジャマイカ・クレオール語のそれとは大きな違いがあるが、それにもかかわらずカリブ海諸島において認識可能である。
特徴には以下の点が挙げられる。
- "cow"などの単語における二重母音の独特な発音は、イギリス英語またはアメリカ英語よりもより狭音で円唇母音となる。
- 非円唇後舌半広母音の発音（IPA: [ʌ], "but"のような）もまた標準の発音より狭音で発音されるが、クレオール語ほどではない。
- 準r音（セミロティカリー）：すなわち"water"（非強勢音節の終わりで）や"market"（子音の前）などの単語で"-r"が欠落するが、"car"や"dare"（単語の終わりでの強勢音節では）見られない。
- 二重母音の統合："fair"と"fear"、"bear"と"beer"などその他多くの二重母音の統合は、ジャマイカ英語とジャマイカ・クレオール語のどちらでも行われ、これらの2つの単語は結果として同音異義語になる。標準英語での"air"は通常狭音で発音されるが、クレオール語ではそれを"ear"と表現する。
- 短い"a"の音（"man", "hat"）はより広く発音され、アイルランドまたはスコットランドの発音に似ている。"Bacon"と"beer can"は、ジャマイカ英語では同音異義語となる。

## 言語の使用：標準語とクレオール語
ジャマイカ標準英語とジャマイカ・クレオール語は、島の中で典型的なダイグロシアの形態で並行して存在する。クレオール語はほとんどの人々によって毎日、非公式の状況で使用される。それはもっともジャマイカ人がくつろいで使用し、最も詳しい言語で、地域のポピュラー音楽の言語でもある。一方、ジャマイカ標準英語は、教育やハイカルチャー、政府、メディア、公式のコミュニケーションにおける言語であり、ジャマイカの少数の人々（通常は上流階級、と伝統的な中流階級）の母語でもある。クレオール語を主に使用する人々のほとんども、学校教育、公式の文化、マスメディアを通じて、標準英語には堪能である。標準英語に関しては、彼らの受動的能力（読む・聞く）は、概して能動的能力（話す・書く）よりもはるかに優れている（彼ら自身の標準英語を意図した発言・記述には、クレオール語の干渉の兆候がしばしば示される）。
ジャマイカでの書き言葉も標準英語でなされる。これは私的な文書や手紙も含まれる。ジャマイカ・クレオール語には標準化された綴りがあるが、最近では一部の学校で教えられるのみであった。その結果、ジャマイカ人の大多数は、標準英語のみを読み書くことができ、書かれた方言（作者が読みやすさに妥協せずに、異なった度合いで独特な構文と発音を反映させようとしたもの）を解読するのには苦労を要する。書かれたクレオール語は主に文学、特に民俗学的な「方言詩」、ユーモアを込めた新聞のコラム、特に最近では、若い世代のジャマイカ人たちによるインターネットでの言葉として現れる。彼らは親よりも積極的に自身の言語を使用しているように見受けられる。
便宜上ジャマイカの言語は習慣的に標準英語とクレオール語との対比で説明されるが、この明確な二分法ではジャマイカ人の実際の言語使用についてほとんど説明できない。広い意味でのパトワと、もう片方の「完全な」標準英語の二極の間には、様々な中間の言語変種が存在する。この状況は、クレオール語が標準語（上層方言）に持続して接触している時に起こり、クレオール口語連続性と呼ばれる。最も格式の低い（最もクレオール語である）変種は下層方言（basilect）、格式の高い標準変種は上層言語（acrolect）、上層方言と下層方言の中間は、中層方言（mesolect）と呼ばれる。
以下にその形式を例示する。
- "Im a wok ova de-so"（下層方言）
- "Im a workin' ova de-so"（低い中層方言）
- "(H)e is workin' over dere", "（高い中層方言）
- "He is working over there."（上層方言）

ジャマイカ人は、状況によってこれらの変種から話法を選択する。クレオール語を主に使用する話者は、例えば公式のビジネスや結婚式のスピーチなどの改まった場ではより高位の変種を選ぶだろうし、友人との関わりにおいては低位のものを選ぶ。標準語を主に使用する話者は、仕事場でいる以上に市場で買い物をする時に、より低位の変種を取り入れるだろう。例えば標準英語を主に使用する話者が、ユーモラスな意味を持たせる目的、あるいは連帯感を表したい時に、より低位の変種を選ぶなど、コード・スイッチング（Code-switching：意識的な言語の切り替え）自体も隠喩的である場合がある。